# Zespół Szkół w Głogówku
Zespół Szkół w Głogówku – zespół publicznych szkół ponadpodstawowych znajdujący się w Głogówku przy ulicy Powstańców 34, na Winiarach. Powstał w 1976 w budynku dawnego Królewsko-Katolickiego Seminarium Nauczycielskiego, założonego w 1802. W skład zespołu wchodzą: Liceum Ogólnokształcące, Technikum, Branżowa Szkoła I stopnia i Liceum Ogólnokształcące dla Dorosłych. Organem prowadzącym jest Starostwo Powiatowe w Prudniku.

## Historia

### Seminarium nauczycielskie i szkoła średnia (1803–1945)

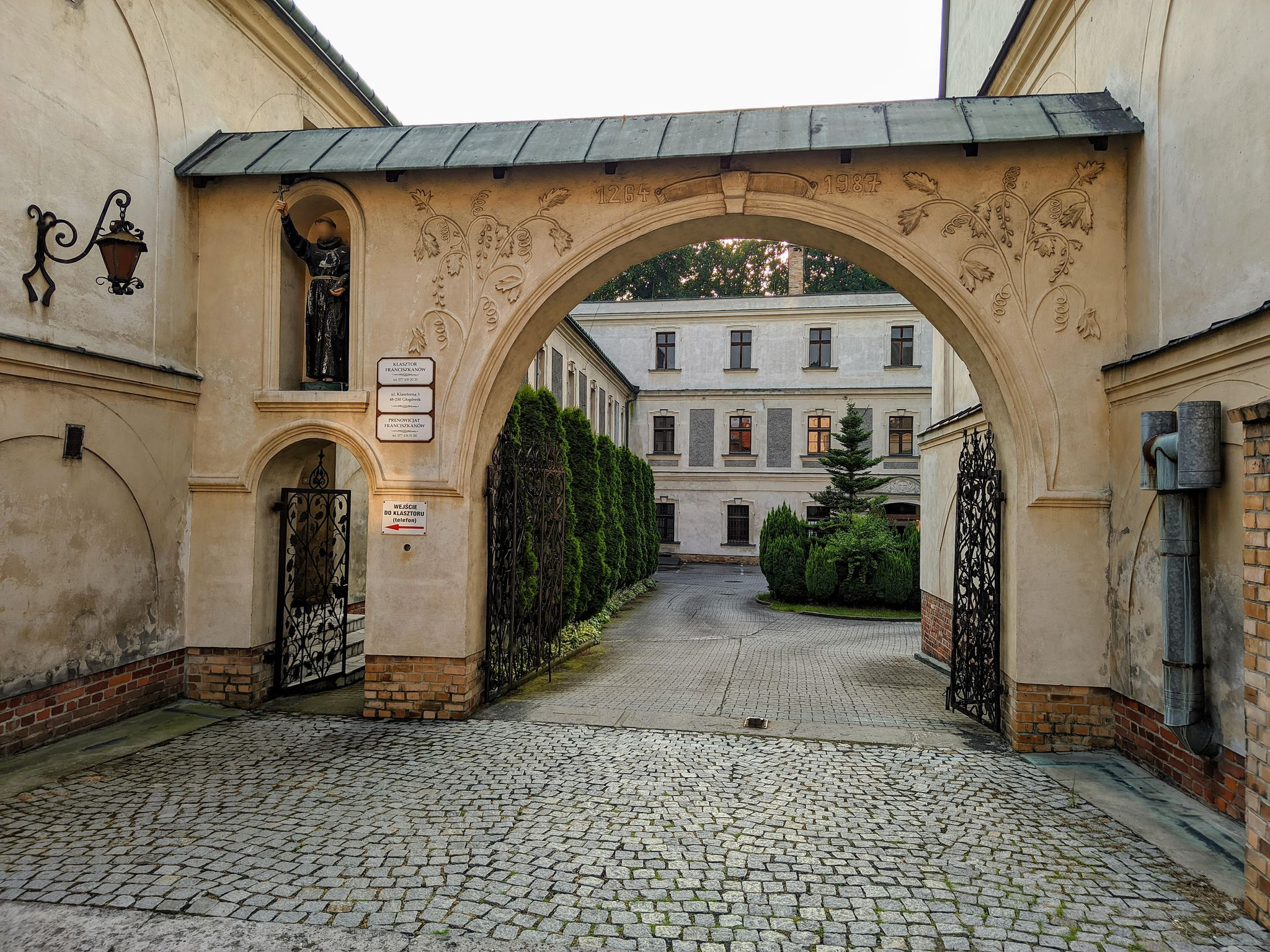
Klasztor franciszkanów, w latach 1818–1872 seminarium nauczycielskie

Męskie seminarium nauczycielskie powstało w Opolu w 1802. Rok później, w 1803, zostało przeniesione do Głogówka koło Prudnika. Działało pod nazwą Królewsko-Katolickie Seminarium Nauczycielskie (niem. Königliches Lehrerseminar). Na potrzeby placówki zaadaptowano dwa domy mieszczańskie przy ul. Kozielskiej. Szkoła w Głogówku została otwarta 1 grudnia 1803. 18 lipca 1818 szkoła została przeniesiona do budynku rozwiązanego w 1810 klasztoru franciszkanów.
Inspektor szkolnictwa Bernard Bogedain, późniejszy biskup wrocławski, wprowadził w seminarium w Głogówku obowiązkowe nauczanie języka polskiego. W latach 1845–1886 w szkole pracował profesor Jan Besta. Seminarium nauczycielskie funkcjonowało w zsekularyzowanym obiekcie klasztornym do 1872. Następnie przeniosło się do oddanego do użytku w październiku 1872 gmachu na Winiarach.

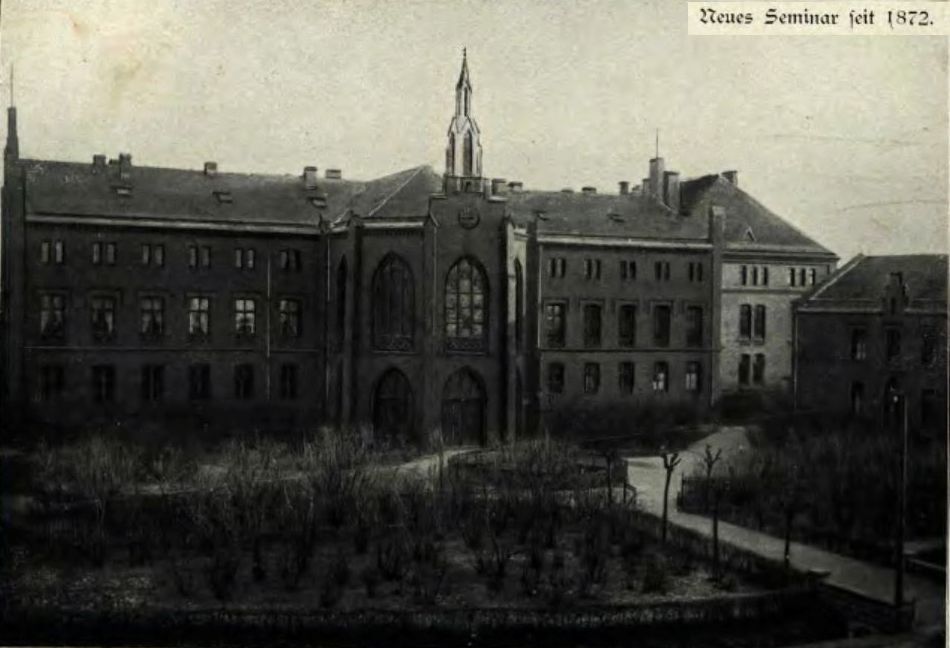
Budynek seminarium nauczycielskiego (1902)

W latach 1922–1925, kiedy dyrektorem szkoły był Scherer, przeprowadzono przekształcenie seminarium nauczycielskiego w szkołę średnią. Nową nazwą szkoły było Staatliche Oberschule für Jungen in Aufbauform, a dyrektorem został dr Exner. Placówka była przeznaczona dla chłopców, dziewczęta mogły stanowić jedynie 10% ogólnej liczby uczniów. W 1927 oddano do użytku salę gimnastyczną. Pierwszy egzamin maturalny przeprowadzono w 1928.
W czerwcu 1933 nazwę placówki zmieniono na Mackensen-Schule na cześć feldmarszałka Augusta von Mackensen, który odwiedził szkołę w Głogówku. Od 1935 szkołą kierował dr Felix Klaus. W grudniu 1944 placówkę rozwiązano, a w jej gmachu utworzono szpital polowy.

### Państwowe Liceum Pedagogiczne (1945–1970)
Po zakończeniu II wojny światowej i przejęciu Głogówka przez administrację polską, w październiku 1945 w gmachu przy ul. Powstańców utworzono Państwowe Liceum Pedagogiczne. Znajdowało się w Okręgu Szkolnym Śląsk. W roku szkolnym 1948/1949 powstała Szkoła Ogólnokształcąca stopnia podstawowego i licealnego.

### Zespół Szkół (od 1976)
Liceum Pedagogiczne w Głogówku zostało rozwiązane 24 kwietnia 1970. Jego pomieszczenia przejęła Zasadnicza Szkoła Zawodowa oraz Technikum Budowlane. W 1976 Liceum Ogólnokształcące, Technikum Budowlane i Zasadnicza Szkoła Budowlana zostały połączone w Zespół Szkół. Jego pierwszym dyrektorem został Sylwester Kałamarz. Zasadnicza Szkoła Budowlana została przekształcona w Zasadniczą Szkołę Wielozawodową. 19 września 1986 Zespołowi Szkół przyznano odznakę „Zasłużonemu Opolszczyźnie”.
1 września 2000 do Zespołu Szkół w Głogówku przeniesiono Liceum Rolnicze w Mochowie. W kwietniu 2006 przy placówce założono Stowarzyszenie Absolwentów. W 2015 przeprowadzono termomodernizację budynku szkolnego.

## Rankingi
W ostatnich latach technikum Zespołu Szkół w Głogówku zajmowało następujące miejsca w rankingach miesięcznika „Perspektywy”:
- 2014: 300+ miejsce w kraju, 20. miejsce w woj. opolskim[12]
- 2015: 207. miejsce w kraju, 10. miejsce w woj. opolskim (Brązowa Szkoła)[13]
- 2016: 169. miejsce w kraju, 8. miejsce w woj. opolskim (Srebrna Szkoła)[14]
- 2017: 260. miejsce w kraju, 13. miejsce w woj. opolskim (Brązowa Szkoła)[15]
- 2019: 257. miejsce w kraju, 11. miejsce w woj. opolskim (Srebrna Szkoła)[16]
- 2022: 397. miejsce w kraju, 13. miejsce w woj. opolskim (Brązowa Szkoła)[17]
- 2023: 213. miejsce w kraju, 9. miejsce w woj. opolskim (Srebrna Szkoła)[18]
- 2025: 500+ miejsce w kraju, 27. miejsce w woj. opolskim[19]

## Absolwenci
Absolwenci Królewsko-Katolickiego Seminarium Nauczycielskiego (1803–1925)
- Jan Alojzy Ficek – duchowny katolicki, działacz narodowy i trzeźwościowy
- Bernhard Kothe – pedagog, kompozytor
- Karol Miarka – nauczyciel, pisarz, działacz społeczny[20]
- Filip Robota – nauczyciel, działacz społeczny[21]

Absolwenci Państwowego Liceum Pedagogicznego (1945–1970)
- Zbigniew Komarnicki – pedagog, historyk, działacz społeczny
- Tadeusz Soroczyński – nauczyciel, poeta
- Jan Such – filozof
- Antoni Weigt – dziennikarz, redaktor naczelny „Tygodnika Prudnickiego”

Absolwenci Zespołu Szkół (od 1976)
- Zuzanna Donath-Kasiura – polityk, wicemarszałek województwa opolskiego[22]